# 宇都宮醫院事件
宇都宮醫院事件（日语：宇都宮病院事件）是1983年間，發生於日本栃木縣的一宗無護理身心醫療專業，放任護理人員任意凌虐病患導致病患往生事件。

## 历史
由於身心醫療的特殊性，其身心醫療方式皆需特別設置，以避免病患或醫療人員受到傷害，但因為是特別設置，外界不易瞭解實際醫療內容，導致人為不當利用，損害病患權益，而宇都宮醫院便是其中之一。
宇都宮醫院，全名報德會宇都宮醫院（報徳会宇都宮病院），1960年成立，主要內科病理，1961年變更為身心病理，1965年至1975年間擴大病患收容數。當時以「接受其它醫院難以治療的暴力病患」（他の精神科病院で対応に苦慮する粗暴な患者を受け入れてきた病院）為號召，積極接受身心病患並妥善治療，然實際上醫院僅有治理內科病理能力，無身心治理病理能力，故在接受身心病患的同時，私底下卻以醫療名義來虐待身心病患（例如放任護理人員違法對身心病患看診、私自利用身心病患為院長家族事業做勞動以及對死亡身心病患違法解剖研究等），導致身心病患在生理、心理及人際關係上受到嚴重恥辱，在短短數年間造成許多病患的死亡。
事件發生後，除了社會輿論的關切外，聯合國人權委員會也對於此事做出批評，認為日本醫療環境惡劣，希望政府能夠從嚴改善。1987年，「精神保健法」（精神保健法）的設立，才使身心病患的權益受到保障。

## 相關資料
- 1985年：；大熊一夫著作；朝日新聞社。
- 2000年1月： ；富田 三樹生著作；青弓社。
- 2008年11月5日：；長岡 和著作；情報中心出版、 第1刷。